# (3131) Mason-Dixon
(3131) Mason-Dixon est un astéroïde de la ceinture principale.

## Description
(3131) Mason-Dixon est un astéroïde de la ceinture principale. Il fut découvert le 24 janvier 1982 à la station Anderson Mesa par Edward L. G. Bowell. Il présente une orbite caractérisée par un demi-grand axe de 2,92 UA, une excentricité de 0,04 et une inclinaison de 2,4° par rapport à l'écliptique.

## Compléments